# 海洋委員会

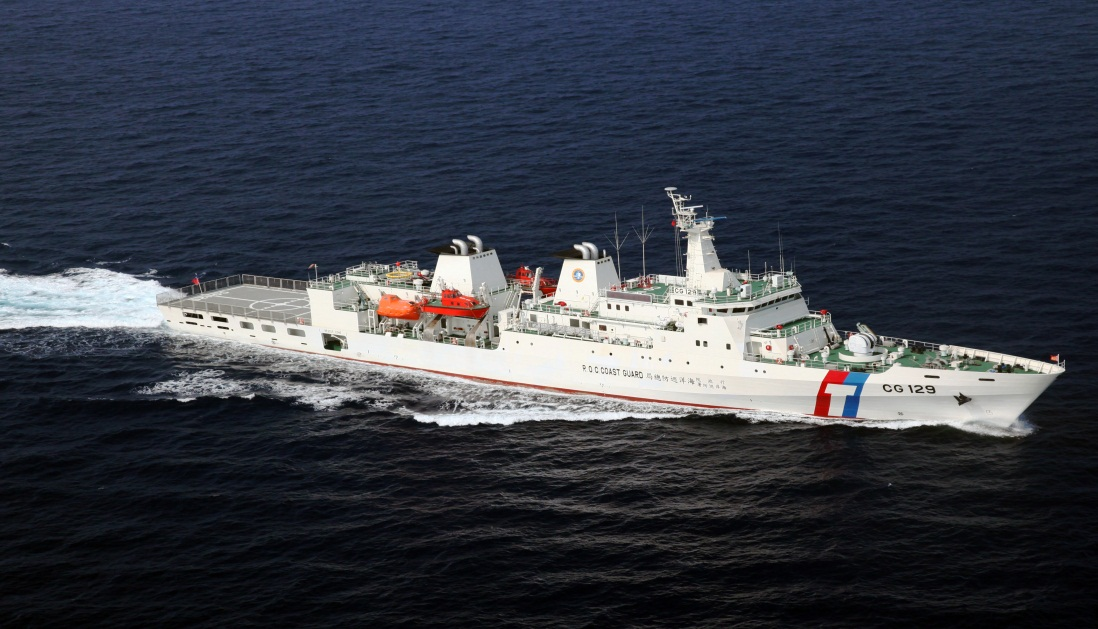
海洋委員会の3000トン級巡視船

海洋委員会（かいよういいんかい；繁体字中国語：海洋委員會；拼音：Hǎiyáng Wěiyuánhuì）は、中華民国の海洋問題に関する主管行政機関であり、行政院の下にある。
2018年4月28日に設立された、台湾南部で初めて設立された中央省庁機関である。 海洋関連政策、海上安全、沿岸管理、海洋保全と持続可能な発展、海洋科学技術研究、海洋文化・教育政策を管轄している。

## 組織
- 海巡署
- 国立海洋研究院
- 海洋保育署